# Attack of the Killer B's
Attack Of The Killer B's, album från det amerikanska heavy metal-bandet Anthrax. Albumet släpptes 24 juni 1991.

## Låtlista
1. Milk Ode To Billy
2. Bring The Noise
3. Keep It In The Family live
4. Startin' Up A Posse
5. Protest And Survive
6. Chromatic Death
7. I'm The Man '91
8. Parasite
9. Pipeline
10. Sects
11. Belly Of The Beast Live
12. N F B